# 船湊守
船 湊守（ふね の みなともり）は、平安時代初期の官人。姓は連。大仁・船王後の後裔で、左大史・船磯成の子とする系図がある。官位は外正五位下・大外記。

## 経歴
嵯峨朝前半に少外記を務め、弘仁7年（816年）従六位下から四階昇進して外位の従五位下に叙せられると共に、大外記に昇格する。弘仁10年（819年）には石見守として地方官に転じた。
淳和朝の天長3年（826年）二階昇進して外位ながら正五位下に叙せられ、翌天長4年（827年）大外記に復任、これを天長6年（829年）頃まで務めた。

## 官歴
注記のないものは『日本後紀』による。
- 弘仁3年（812年）12月28日：見少外記[3]
- 時期不詳：従六位下
- 弘仁7年（816年）正月7日：外従五位下。正月10日：大外記[2]
- 弘仁10年（819年）9月4日：石見守[2]
- 天長3年（826年）正月7日：外正五位下
- 天長4年（827年）3月9日：大外記[2]